# Ardenna
Ardenna és un gènere d'ocells marins de la família dels procel·làrids (Procellariidae). Aquestes baldrigues habiten a l'Atlàntic i al Pacífic Occidental.

## Taxonomia
Les espècies d'aquest gènere han estat incloses tradicionalment al gènere Puffinus, fins que es va plantejar que era un gènere polifilètic, arran alguns estudis recents
Avui es classifiquen en 7 gèneres:
- baldriga del Pacífic (Ardenna pacifica).
- baldriga de Buller (Ardenna bulleri).
- baldriga grisa (Ardenna grisea).
- baldriga de Tasmània (Ardenna tenuirostris).
- baldriga de cames roses (Ardenna creatopus).
- baldriga bruna (Ardenna carneipes).
- baldriga capnegra (Ardenna gravis).